# Дін Мейюань
Дін Мейюань (27 лютого 1979) — китайська важкоатлетка.
Олімпійська чемпіонка 2000 року в категорії понад 75 кг.
Переможниця Азійських ігор 1998 року в категорії понад 75 кг, срібна призерка 2005 року в категорії понад 75 кг.
Чемпіонка світу 1999 (понад 75 кг), 2003 (понад 75 кг) років.
Чемпіонка Азії 2000 року в категорії понад 75 кг.
Переможниця Національних ігор Китаю 1997, 2005 років, срібна призерка 2001 року